# 颜氏球蛛
颜氏球蛛（学名：Theridion yani）为球蛛科球蛛属的动物。在中国大陆，分布于湖南等地。该物种的模式产地在湖南张家界。